# Rostbrynad gärdsmyg
Rostbrynad gärdsmyg (Troglodytes rufociliatus) är en fågel i familjen gärdsmygar inom ordningen tättingar.

## Utseende
Rostbrynad gärdsmyg är en mycket liten och rätt kortstjärtad gärdsmyg. Ansiktet och bröstet är bjärt rostorange. På huvudet syns också en ljus ögonring. Flanker, vingar och stjärt är tydligt bandade. Liknande husgärdsmygen är större och mer långstjärtad med mycket mer dämpade färger samt ljusare ansikte och undersida. 

## Utbredning och systematik
Rostbrynad gärdsmyg förekommer i höglänta områden i Centralamerika och delas vanligen in i fyra underarter med följande utbredning:
- Troglodytes rufociliatus chiapensis – södra Mexiko (Chiapas)
- Troglodytes rufociliatus rufociliatus – östra Guatemala och norra El Salvador
- Troglodytes rufociliatus nannoides – västra El Salvador (Santa Ana)
- Troglodytes rufociliatus rehni – Honduras till nordvästra Nicaragua

## Levnadssätt
Rostbrynad gärdsmyg hittas i bergsskogar, skogsbryn och buskage. Den håller sig ofta utom synhåll i låg snårig vegetation, men kan ibland ses sjunga från en exponerad sittplats.

## Status och hot
Arten har ett stort utbredningsområde, men tros minska i antal, dock inte tillräckligt kraftigt för att den ska betraktas som hotad. Internationella naturvårdsunionen IUCN listar därför arten som livskraftig (LC).